# Pierwsze lata
Pierwsze lata (tytuł oryginalny: Vitet e para) – albański film fabularny z roku 1965 w reżyserii Kristaqa Dhamo, na podstawie powieści Këneta Fatmira Gjaty.
Ósmy z kolei film fabularny wyprodukowany w Albanii w okresie powojennym.

## Opis fabuły
Film nawiązuje do prawdziwych wydarzeń, rozgrywających się w roku 1946 w Albanii. W czasie osuszania bagien w rejonie Maliq dochodzi do konfliktu pomiędzy sekretarzem partii Stavri Lara, a dwiema osobami, które prowadzą działalność sabotażową – Abdylem Sharrą i Zyraką. W filmie to Stavri Lara zdemaskował publicznie ich wrogą działalność. Wbrew propagandowemu przesłaniu, zawartemu w filmie – prace w rejonie Maliqi, współfinansowane przez UNRRA zostały storpedowane przez stronę albańską, a część inżynierów pracujących przy tej inwestycji poddano represjom. W procesie pokazowym, który odbył się w listopadzie 1946 r. dwóch Albańczyków skazano na karę śmierci pod zarzutem sabotażu.
Film został zrealizowany w Korczy.

## Obsada
- Piro Mani jako Stavri Lara
- Sandër Prosi jako Abdyl Sharra
- Margarita Xhepa jako Zyraka
- Ilia Shyti jako inżynier Mborja
- Pandi Raidhi jako Kasëm
- Edi Luarasi jako Rina
- Skënder Plasari jako dziadek Lymi
- Todi Thanasi jako inżynier Vasil Minga
- Bexhet Nelku jako Aleks
- Spiro Urumi jako Fulçi
- Mihal Stefa jako nauczyciel
- Violeta Manushi jako Lonevica
- Thimi Filipi jako sekretarz partii
- Jani Riza jako Dalip
- Donika Minga jako Vera
- Vangjel Grabocka jako Prokollari
- Timo Flloko jako inżynier Sotir, operator motopompy
- Stavri Shkurti jako ochotnik Muçu
- Marie Kraja jako matka Stavri Lary
- Ndrek Prela
- Dhimitraq Pecani
- Enver Plaku
- Nuçi Shedollari
- Tonin Konçi
- Kristo Jorgji
- Lazër Vlashi
- Ingrid Zyma